# 民族饭店
39°54′28″N 116°21′59″E / 39.9079138°N 116.3663604°E

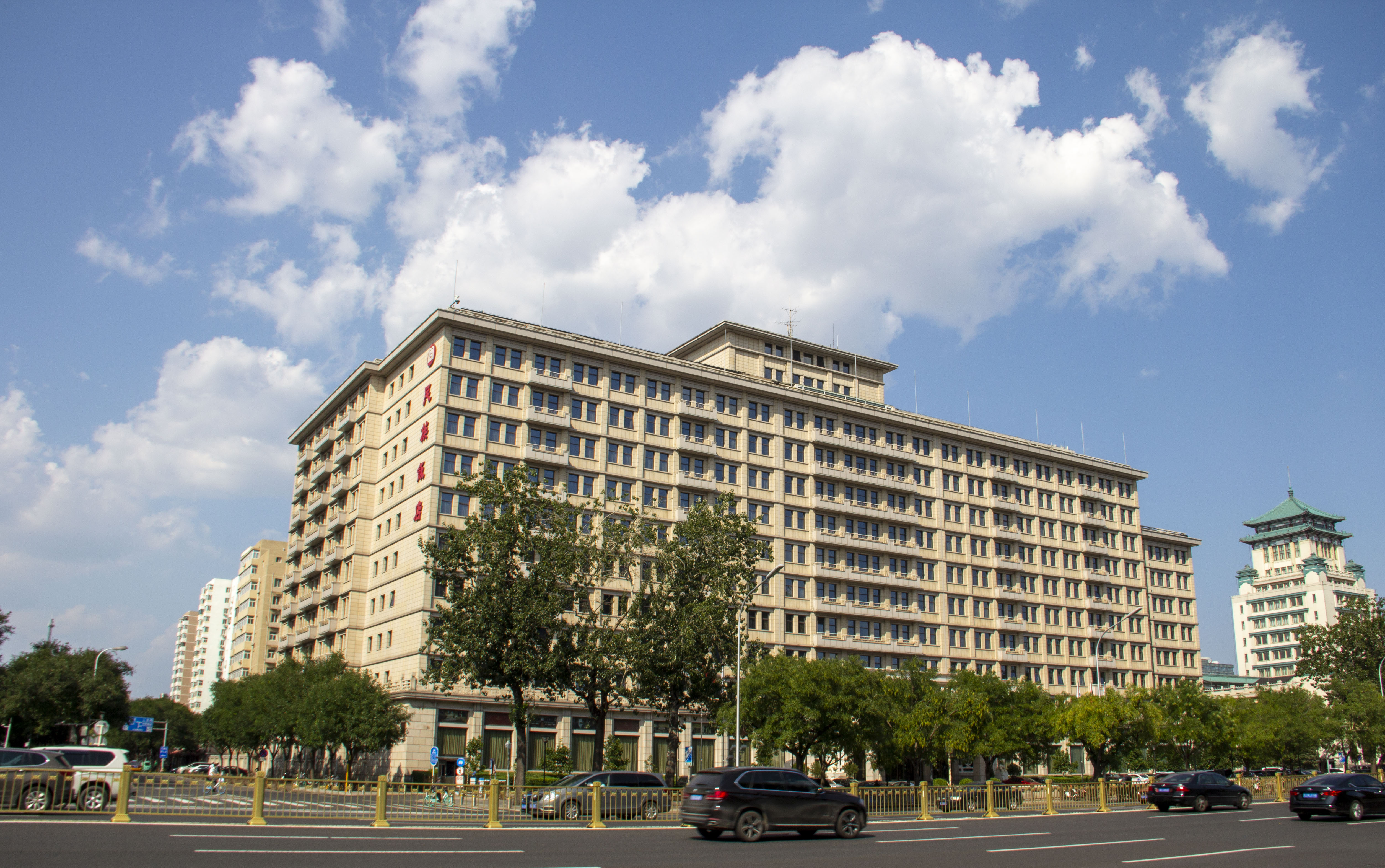
民族饭店

民族饭店是位于北京市西城区复兴门内大街51号的一座饭店。

## 历史

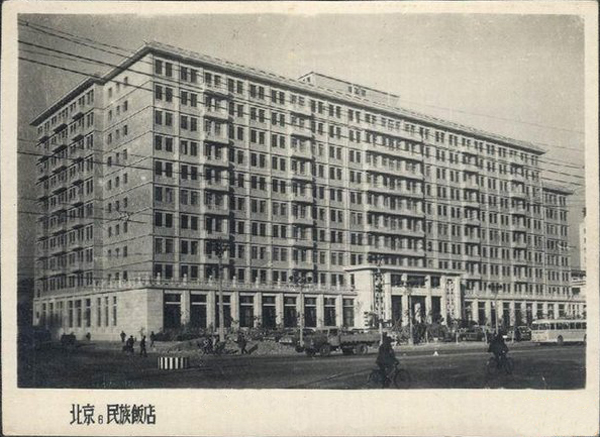
1959年的民族饭店

该饭店坐落于复兴门内大街北侧，建于1959年。建筑面积3.4万平方米。1960年代，该饭店主要接待少数民族参观团，兼少数外宾。1970年代改以接待外宾为主。1978年起，全部接待外宾。1980年，该饭店利用外资进行扩建改造，1985年9月全面竣工。